# Delphinium hsinganense
Delphinium hsinganense är en ranunkelväxtart som beskrevs av S. H. Li och Z. F. Fang. Delphinium hsinganense ingår i släktet storriddarsporrar, och familjen ranunkelväxter. Inga underarter finns listade i Catalogue of Life.